# Куликовская поселковая община (Львовская область)
Куликовская поселковая общи́на (укр. Куликівська селищна громада) — территориальная община во Львовском районе Львовской области Украины.
Административный центр — посёлок Куликов.
Население составляет 11 692 человека. Площадь — 112,9 км².

## Населённые пункты
В состав общины входит 1 посёлок (Куликов) и 16 сёл:
- Артасов
- Великий Дорошев
- Виднев
- Гребенцы
- Звертов
- Костеев
- Кошелев
- Малый Дорошев
- Мервичи
- Могиляны
- Надычи
- Новое Село
- Перемывки
- Смереков
- Стронятин
- Сулимов